# Ноцкова
Ноцкова (пол. Nockowa) — село в Польщі, у гміні Івежиці Ропчицько-Сендзішовського повіту Підкарпатського воєводства.
Населення — 1251 особа (2011).
У 1975-1998 роках село належало до Ряшівського воєводства.

## Демографія
Демографічна структура станом на 31 березня 2011 року:
|          | Загалом | Допрацездатний вік | Працездатний вік | Постпрацездатний вік |
| -------- | ------- | ------------------ | ---------------- | -------------------- |
| Чоловіки | 622     | 143                | 417              | 62                   |
| Жінки    | 629     | 134                | 369              | 126                  |
| Разом    | 1251    | 277                | 786              | 188                  |